# 위영미
위영미(魏英美)는 대한민국의 KBS광주방송총국의 아나운서이다.

## 경력
- 1985년 ~ : KBS광주방송총국 11기 아나운서

## 방송진행

### TV
- KBS 광주1TV 아침마당 광주

### 라디오
- KBS 광주 제2라디오 빛고을 가요 차차차
- 1R 정오종합뉴스
- 1R 3시 뉴스